# Fleuves d'Italie

Carte topographique de l'Italie.

Les fleuves d'Italie sont plus courts que ceux des autres régions européennes parce que l'Italie est une péninsule le long de laquelle s'élève la chaîne des Apennins, qui divise le cours des rivières en deux directions opposées.
En contrepartie, ils sont nombreux (environ 1 200) et donnent lieu, par rapport aux autres pays européens, à un nombre particulièrement important d'embouchures fluviales. Ces fleuves sont issus des pluies relativement abondantes dont bénéficie l'Italie en général, de la chaîne alpine riche de neiges et de glaciers dans la partie nord du pays, et enfin des Apennins, sur toute la longueur de la péninsule.
Leur importance (longueur, débit…) dépend des caractéristiques du terrain, tout particulièrement des variations de pente et de perméabilité.
Le fleuve italien le plus long est le Pô (même s'il y a une discussion au sujet de la longueur du fleuve Tanaro, plus long que le Po, à la confluence avec le Pô lui-même), qui parcourt 652 km le long de la Plaine du Pô, tandis que la rivière la plus courte, l'Arile, affluent du lac de Garde, dans la province de Vérone, a une longueur de 175 m.

## Caractéristiques
Les rivières les plus larges et de plus hauts débits appartiennent à la région alpine étant donné la disposition, et la hauteur du relief. Le long de la péninsule, cependant, compte tenu de la disposition de la chaîne des Apennins, et la pente différente des deux côtés, les cours d'eau sur les pentes adriatique et ionienne parcourent de courtes vallées latérales et, sauf pour le Reno, ne dépassent jamais 200 km de longueur, tandis qu'à peine une dizaine dépassent les 100 km. Sur le versant du côté de la mer Tyrrhénienne, par contre, ils sont en moyenne plus longs parce que les contreforts des Apennins et de la bande sous-apennine sont plus étendus. Les rivières qui se déversent dans la mer Tyrrhénienne sont plus longues, et aussi parce que pour la première partie, elles suivent des vallées longitudinales (vallées apennines) et poursuivent ensuite transversalement à l'axe de la chaîne, dans la zone sud des Apennins. Les rivières de la sardaigne et de la Sicile sont à caractère torrentiel (crues en hiver et presque à sec en été), à l'exception des Tirso, Flumendosa, Coghinas, et le Simeto.
Compte tenu de l'emplacement des sources et du régime des pluies, les rivières de l'Italie sont divisées en:
- Les rivières alpines: d'origine glaciaire, elles sont soumises à des inondations au printemps et en été lors de la fonte estivale. Les lacs qui souvent occupent les parties les plus déprimées des vallées alpines permettent de tamponner la vitesse des crues, et de clarifier leurs eaux boueuses. La grande vitesse des rivières dans les vallées alpines provoque une érosion importante et un transport d’éboulis rocheux. Ces produits d'érosion sont ensuite déposés par décantage dans les lacs que forment ces rivières.
- Les rivières apennines : elles sont sujettes à de brusques inondations au printemps et à l'automne à cause des pluies. En revanche, les Apennins n'ont ni neige ni glaciers : le seul glacier, quoique de petite taille, est celui du Chaudron, sur le côté nord du Corno Grande, dans le massif du Gran Sasso, dans les Abruzzes. La période d'étiage est l'été, accentué dans les Apennins du Nord, presque absolu dans le sud car l'eau de pluie ne s'accumule pas toujours dans le lit de la rivière constitué de sol imperméable, de façon à permettre un écoulement toute l'année. Certains cours d'eau font exception (Aterno-Pescara, la Sele, Volturno, Liri-passage du garigliano, pour se limiter à ceux qui se jettent directement dans la mer, dont le Velino, Noir, Aniene tous dans le bassin du Tibre, etc.) car ils sont nourris par de grandes sources karstiques qui jaillissent à la lisière des zones caractérisées par des roches perméables avec de nombreuses fissures.

## Liste des rivières de l'Italie au-dessus de 100 km
| Fleuves d'Italie au-delà de 100 km de longueur | Fleuves d'Italie au-delà de 100 km de longueur | Fleuves d'Italie au-delà de 100 km de longueur | Fleuves d'Italie au-delà de 100 km de longueur |
|                                                | rivières                                       | Km                                             | Regions traversées                             |
| ---------------------------------------------- | ---------------------------------------------- | ---------------------------------------------- | ---------------------------------------------- |
| 1re                                            | Pô                                             | 652                                            | Piémont, Lombardie, Émilie-Romagne, Vénétie    |
| 2e                                             | Adige                                          | 410                                            | Trentin-Haut-Adige, Vénétie                    |
| 3e                                             | Tibre                                          | 405                                            | Emilie-Romagne, Toscane, Ombrie, Latium        |
| 4e                                             | Adda                                           | 313                                            | Lombardie                                      |
| 5e                                             | Oglio                                          | 280                                            | Lombardie                                      |
| 6e                                             | Tanaro                                         | 276                                            | Piémont, Ligurie                               |
| 7e                                             | Ticino                                         | 248                                            | Suisse, Piémont, Lombardie                     |
| 8e                                             | Arno                                           | 241                                            | Toscane                                        |
| 9e                                             | Piave                                          | 220                                            | Vénétie                                        |
| 10e                                            | Reno                                           | 210                                            | Toscane, Émilie-Romagne                        |
| 11e                                            | Mincio                                         | 203                                            | Trentin-Haut-Adige, Vénétie, Lombardie         |
| 12e                                            | Volturno                                       | 175                                            | Molise, Campanie                               |
| 13e                                            | Brenta                                         | 174                                            | Trentin-Haut-Adige, Vénétie                    |
| 14e                                            | Secchia                                        | 172                                            | Émilie-Romagne, Lombardie                      |
| 15e                                            | Aufide                                         | 170                                            | Campanie, Basilicate, Pouilles                 |
| 16e                                            | Tagliamento                                    | 170                                            | Frioul-Vénétie Julienne, Vénétie               |
| 17e                                            | Ombrone                                        | 161                                            | Toscane                                        |
| 18e                                            | Chiese                                         | 160                                            | Trentin-Haut-Adige, Lombardie                  |
| 19e                                            | Dora Baltea                                    | 160                                            | Val d'Aoste, Piémont                           |
| 20e                                            | Liri-Garigliano                                | 158                                            | Abruzzes, Latium, Campanie                     |
| 21e                                            | Bormida                                        | 154                                            | Ligurie, Piémont                               |
| 22e                                            | Tirso                                          | 153                                            | Sardaigne                                      |
| 23e                                            | Basento                                        | 149                                            | Basilicate                                     |
| 24e                                            | Panaro                                         | 148                                            | Émilie-Romagne                                 |
| 25e                                            | Tartaro-Canalbianco-Pô du Levant               | 147                                            | Vénétie, Lombardie                             |
| 26e                                            | Aterno-Pescara                                 | 145                                            | Abruzzes                                       |
| 27e                                            | Imera Meridionale o Salso                      | 144                                            | Sicile                                         |
| 28e                                            | Agogna                                         | 140                                            | Piémont, Lombardie                             |
| 29e                                            | Sesia                                          | 138                                            | Piémont, Lombardie                             |
| 30e                                            | Agri                                           | 136                                            | Basilicate                                     |
| 31e                                            | Olona                                          | 131                                            | Lombardie                                      |
| 32e                                            | Lambro                                         | 130                                            | Lombardie                                      |
| 33e                                            | Flumendosa                                     | 127                                            | Sardaigne                                      |
| 34e                                            | Savio                                          | 126                                            | Émilie-Romagne                                 |
| 35e                                            | Doire Ripaire                                  | 125                                            | Piémont                                        |
| 36e                                            | Taro                                           | 125                                            | Émilie-Romagne                                 |
| 37e                                            | Serio                                          | 124                                            | Lombardie                                      |
| 38e                                            | Riu Mannu di Berchidda - Coghinas              | 123                                            | Sardaigne                                      |
| 39e                                            | Sangro                                         | 122                                            | Abruzzes                                       |
| 40e                                            | Métaure                                        | 121                                            | Marche                                         |
| 41e                                            | Bradano                                        | 120                                            | Basilicate, Pouilles                           |
| 42e                                            | Bacchiglione                                   | 118                                            | Vénétie                                        |
| 43e                                            | Scrivia                                        | 117                                            | Ligurie, Piémont, Lombardie                    |
| 44°                                            | Nera                                           | 116                                            | Marche, Ombrie, Latium                         |
| 45e                                            | Tronto                                         | 115                                            | Marche, Abruzzes                               |
| 46e                                            | Trebbia                                        | 115                                            | Ligurie, Émilie-Romagne                        |
| 47e                                            | Simeto                                         | 113                                            | Sicile                                         |
| 48e                                            | Livenza                                        | 112                                            | Frioul-Vénétie Julienne, Vénétie               |
| 49e                                            | Stura di Demonte                               | 111                                            | Piémont                                        |
| 50e                                            | Serchio                                        | 111                                            | Toscane                                        |
| 51e                                            | Maira                                          | 111                                            | Piémont                                        |
| 52e                                            | Fortore                                        | 110                                            | Campanie, Molise, Pouilles                     |
| 53e                                            | Trigno                                         | 107                                            | Abruzzes, Molise                               |
| 54º                                            | Calore Irpino                                  | 108                                            | Campanie                                       |
| 55e                                            | Belice                                         | 107                                            | Sicile                                         |
| 56e                                            | Cervaro                                        | 105                                            | Pouilles                                       |
| 57e                                            | Noce                                           | 105                                            | Trentin-Haut-Adige                             |
| 58e                                            | Platani                                        | 103                                            | Sicile                                         |

## Liste des rivières de l'Italie au-dessus de10m3/s
| Fleuves d'Italie dépassant 10 m3/s de débit moyen à l'embouchure | Fleuves d'Italie dépassant 10 m3/s de débit moyen à l'embouchure | Fleuves d'Italie dépassant 10 m3/s de débit moyen à l'embouchure | Fleuves d'Italie dépassant 10 m3/s de débit moyen à l'embouchure |
|                                                                  | Fleuve                                                           | m³/s                                                             |                                                                  |
| ---------------------------------------------------------------- | ---------------------------------------------------------------- | ---------------------------------------------------------------- | ---------------------------------------------------------------- |
| 1re                                                              | Pô                                                               | 1 540                                                            |                                                                  |
| 2e                                                               | Ticino                                                           | 350                                                              |                                                                  |
| 3e                                                               | Tibre                                                            | 239                                                              |                                                                  |
| 4e                                                               | Adige                                                            | 235                                                              |                                                                  |
| 5e                                                               | Piave                                                            | 220                                                              |                                                                  |
| 6e                                                               | Adda                                                             | 187                                                              |                                                                  |
| 7e                                                               | Nera                                                             | 168                                                              |                                                                  |
| 8e                                                               | Isonzo                                                           | 140                                                              |                                                                  |
| 9e                                                               | Oglio                                                            | 130                                                              |                                                                  |
| 10e                                                              | Garigliano                                                       | 120                                                              |                                                                  |
| 11e                                                              | Tanaro                                                           | 123                                                              |                                                                  |
| 12e                                                              | Arno                                                             | 110                                                              |                                                                  |
| 13e                                                              | Doire Baltée                                                     | 110                                                              |                                                                  |
| 14e                                                              | Reno                                                             | 95                                                               |                                                                  |
| 15e                                                              | Brenta                                                           | 93                                                               |                                                                  |
| 16e                                                              | Livenza                                                          | 85                                                               |                                                                  |
| 17e                                                              | Volturno                                                         | 82                                                               |                                                                  |
| 18e                                                              | Isarco                                                           | 78                                                               |                                                                  |
| 19e                                                              | Sesia                                                            | 70,4                                                             |                                                                  |
| 20e                                                              | Tagliamento                                                      | 70                                                               |                                                                  |
| 21e                                                              | Toce                                                             | 70                                                               |                                                                  |
| 22e                                                              | Sélé                                                             | 69                                                               |                                                                  |
| 23e                                                              | Mincio                                                           | 60                                                               |                                                                  |
| 24e                                                              | Velino                                                           | 60                                                               |                                                                  |
| 25e                                                              | Rienza                                                           | 60                                                               |                                                                  |
| 26e                                                              | Aterno-Pescara                                                   | 57                                                               |                                                                  |
| 27e                                                              | Sile                                                             | 55                                                               |                                                                  |
| 28e                                                              | Stura di Demonte                                                 | 47                                                               |                                                                  |
| 29e                                                              | Serchio                                                          | 46                                                               |                                                                  |
| 30e                                                              | Noce                                                             | 46                                                               |                                                                  |
| 31e                                                              | Secchia                                                          | 42                                                               |                                                                  |
| 32e                                                              | Bormida                                                          | 40                                                               |                                                                  |
| 33e                                                              | Magra                                                            | 40                                                               |                                                                  |
| 34e                                                              | Trebbia                                                          | 40                                                               |                                                                  |
| 35e                                                              | Agogna                                                           | 40                                                               |                                                                  |
| 36e                                                              | Panaro                                                           | 36                                                               |                                                                  |
| 37e                                                              | Crati                                                            | 36                                                               |                                                                  |
| 38e                                                              | Aniene                                                           | 35                                                               |                                                                  |
| 39e                                                              | Fella                                                            | 35                                                               |                                                                  |
| 40e                                                              | Stura di Lanzo                                                   | 32                                                               |                                                                  |
| 41e                                                              | Ombrone                                                          | 32                                                               |                                                                  |
| 42e                                                              | Calore Irpino                                                    | 31                                                               |                                                                  |
| 43e                                                              | Bacchiglione                                                     | 30                                                               |                                                                  |
| 44e                                                              | Brembo                                                           | 30                                                               |                                                                  |
| 45e                                                              | Calore Lucano                                                    | 30                                                               |                                                                  |
| 46e                                                              | Taro                                                             | 30                                                               |                                                                  |
| 47e                                                              | Doire Ripaire                                                    | 26                                                               |                                                                  |
| 48e                                                              | Simeto                                                           | 25                                                               |                                                                  |
| 49e                                                              | Rapido o Gari                                                    | 25                                                               |                                                                  |
| 50e                                                              | Orco                                                             | 24                                                               |                                                                  |
| 51e                                                              | Serio                                                            | 23                                                               |                                                                  |
| 52e                                                              | Scrivia                                                          | 23                                                               |                                                                  |
| 53e                                                              | Flumendosa                                                       | 22                                                               |                                                                  |
| 54e                                                              | Métaure                                                          | 21                                                               |                                                                  |
| 55e                                                              | Cordevole                                                        | 21                                                               |                                                                  |
| 56e                                                              | Tanagro                                                          | 20                                                               |                                                                  |
| 57e                                                              | Chiascio                                                         | 19                                                               |                                                                  |
| 58e                                                              | Coghinas                                                         | 18                                                               |                                                                  |
| 60°                                                              | Tirso                                                            | 16                                                               |                                                                  |
| 61°                                                              | Idice                                                            | 16                                                               |                                                                  |
| 62°                                                              | Santerno                                                         | 16                                                               |                                                                  |
| 63e                                                              | Olona                                                            | 15                                                               |                                                                  |
| 64°                                                              | Entella                                                          | 14                                                               |                                                                  |
| 65°                                                              | Sarno                                                            | 13                                                               |                                                                  |
| 66e                                                              | Lambro                                                           | 12                                                               |                                                                  |
| 67e                                                              | Nestore                                                          | 11                                                               |                                                                  |
| 68°                                                              | Parma                                                            | 11                                                               |                                                                  |
| 69°                                                              | Paglia                                                           | 11                                                               |                                                                  |
| 70°                                                              | Neto                                                             | 11                                                               |                                                                  |
| 71°                                                              | Albegna                                                          | 11                                                               |                                                                  |
| 72°                                                              | Tammaro                                                          | 10                                                               |                                                                  |
| 73°                                                              | Topino                                                           | 10                                                               |                                                                  |
| 74°                                                              | Alcantara                                                        | 10                                                               |                                                                  |
| 75°                                                              | Marecchia                                                        | 10                                                               |                                                                  |
| 76°                                                              | Senio                                                            | 10                                                               |                                                                  |

## Côte adriatique
Les rivières de la côte adriatique se jettent dans la mer Adriatique.